# 반젤리스 파블리디스
반젤리스 파블리디스 (Vangelis Pavlidis, 1998년 11월 21일 ~ )는 그리스의 축구 선수이며, SL 벤피카에서 공격수로 뛰고 있다.